# 布鲁塞尔首都大区议会
布鲁塞尔首都大区议会（法語：Parlement de la Région de Bruxelles-Capitale）是比利时的布鲁塞尔首都大区的立法机关。议会总部位于布鲁塞尔。布鲁塞尔首都大区议会有89名议员。每届议会任期5年。现任议长是Charles Picqué。